# Undenheim
Undenheim est une municipalité de la Verbandsgemeinde Nierstein-Oppenheim, dans l'arrondissement de Mayence-Bingen, en Rhénanie-Palatinat, dans l'ouest de l'Allemagne.

## Jumelage
- Blaisy-Bas, Côte-d'Or, France
- Dolcè, province de Vérone, Vénétie, Italie

## Références

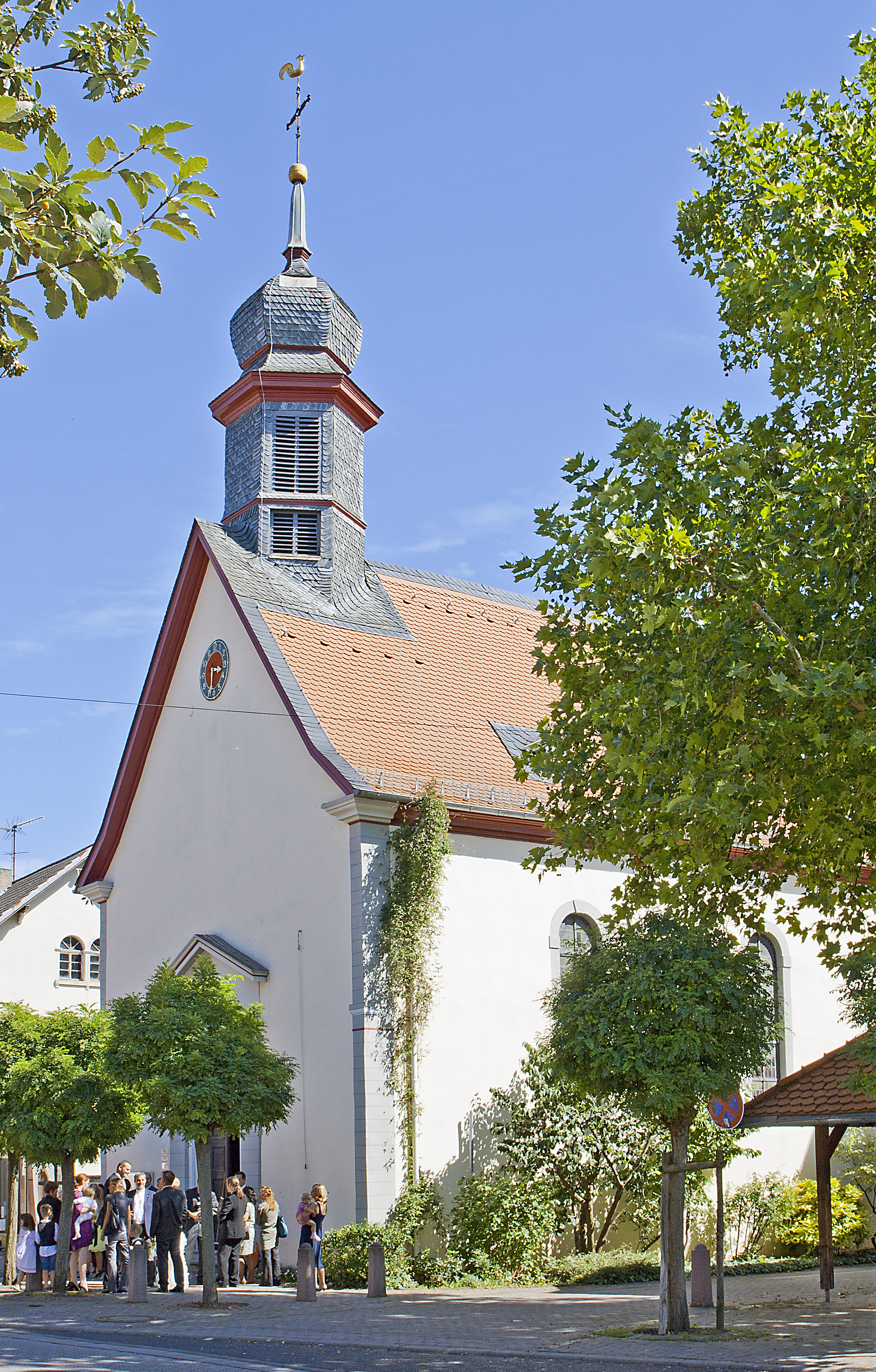
Église évangélique
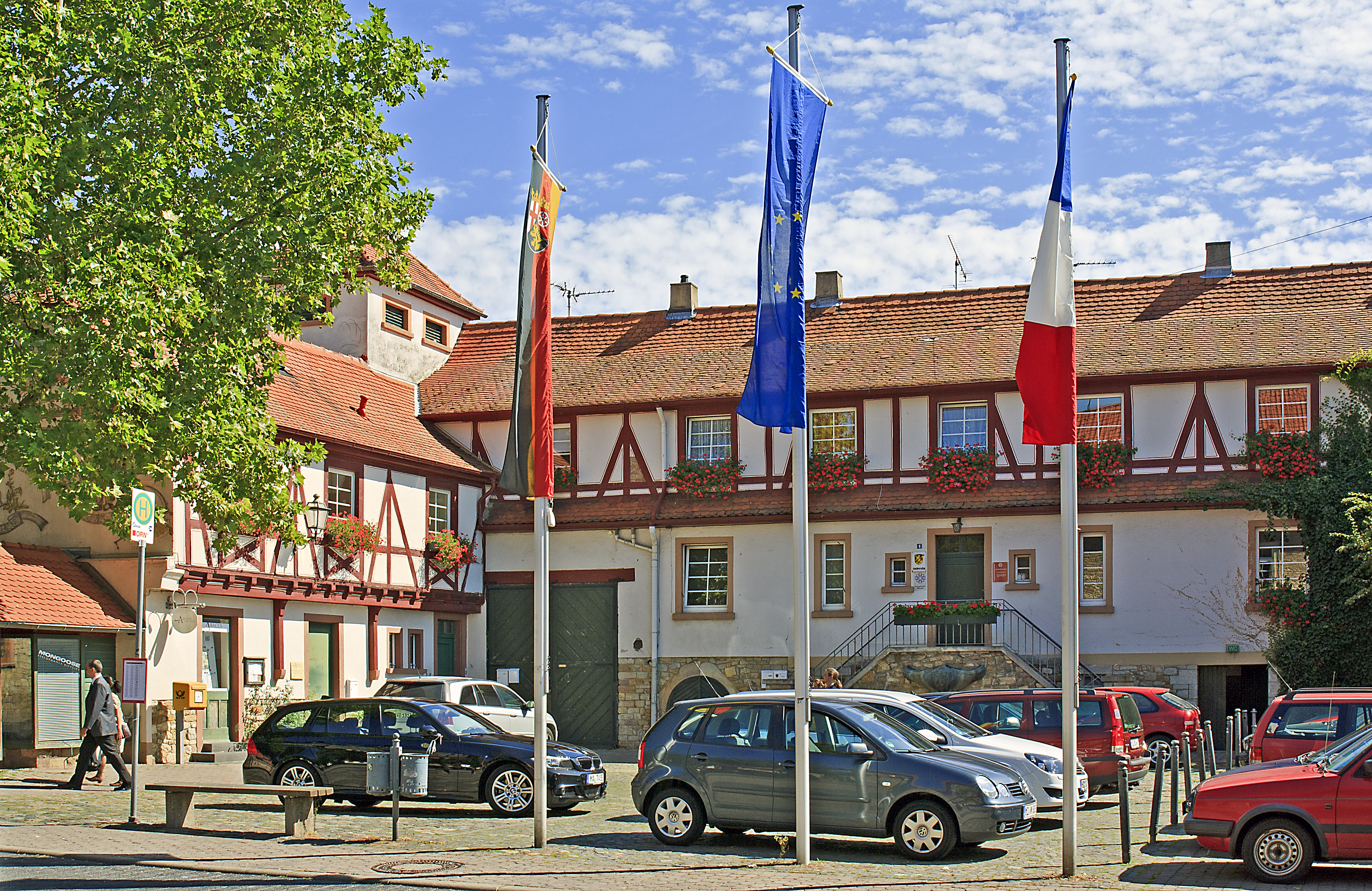
Mairie d'Undenheim
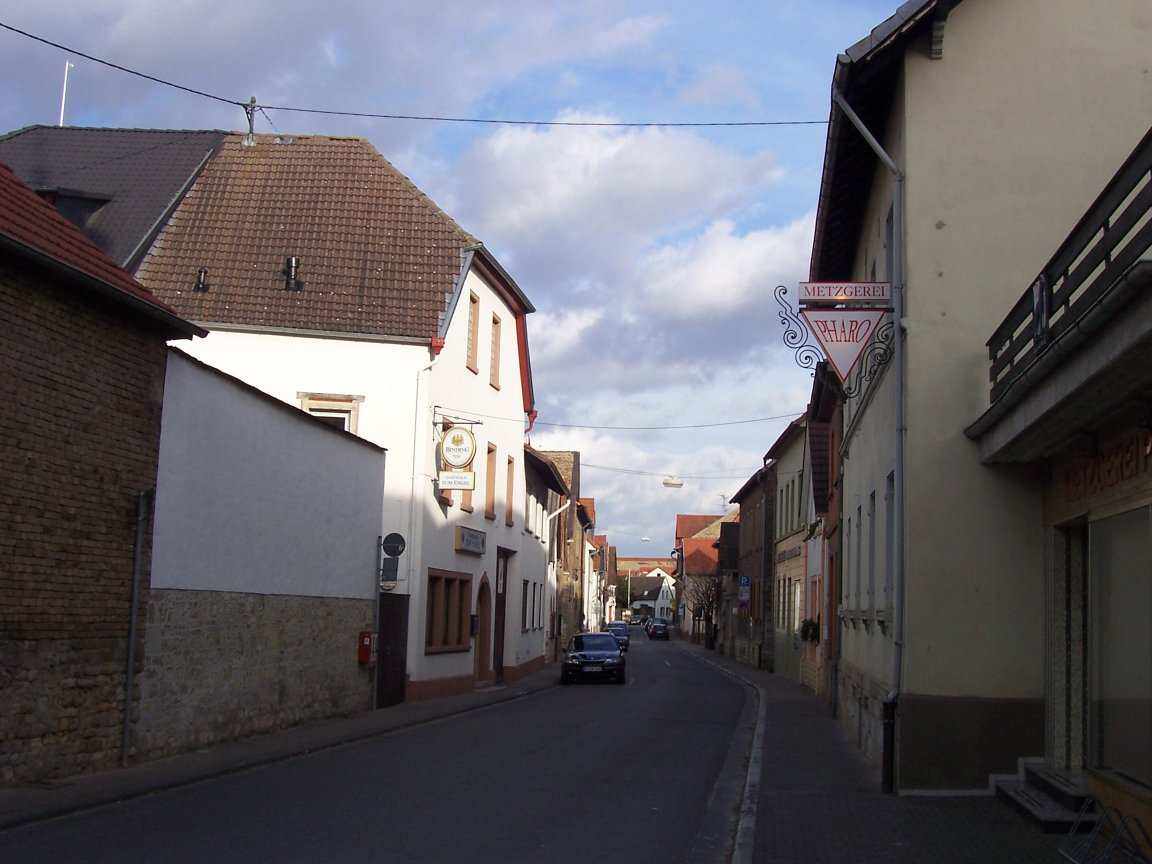
Rue de la boucherie
Localisation d'Undenheim dans la Verbandsgemeide et dans l'arrondissement